# 南海神庙
南海神庙又称波罗庙，位于中国广州市黄埔区穗东街道庙头社区旭日街22号，是古代皇帝祭祀海神洪聖的场所，也是海上丝绸之路的始发地。始建于隋朝开皇年间，至今已有1400多年历史，是中国四海神庙中唯一完整保存下来的建筑遗迹。2013年3月，南海神庙被列入第七批全国重点文物保护单位。

## 历史
南海神庙始建于隋朝开皇十四年（594年），唐朝扩建，宋至明、清均有重修、扩建。因地处广州之东，宋代时又称东庙。
在唐玄宗时册尊南海神为广利大王；南汉时封为昭明帝；宋朝、元朝两代屡有加封，合称南海广利洪圣昭顺威显灵孚王，配以明顺夫人。
以前廣州有兩座南海神廟，除了黃埔的這座東廟以外，還有一座在西關大觀河德興橋附近（今廣州酒家北側），稱為南海西廟（又名洪聖西廟）。宋朝詩人楊萬里有一首詩：「大海更在小海東，西廟不如東廟雄。南來若不到東廟，西京未睹建章宮。」由此推測西廟在宋代經已存在。
根据民间传说，贞观二十一年（647年）达奚司空从印度摩揭陀国乘船到广州，带来波罗树种在庙前，后化为神，所以此庙俗称波罗庙，庙前珠江称为波罗江。
古时每年都有官员代表皇帝到该庙祭奠南海神，商船、渔船出海，亦向南海神祭拜，祈求一帆风顺、平安大吉。1962年7月该庙被公布为广东省文物保护单位。
1966年，广东省人民政府将神庙移交给广州海运局，改成学校与波罗庙航修站。文化大革命期间，南海神庙的大殿被毁，神像全部被砸碎，三分之二古碑刻遭推倒砸碎，其中明太祖朱元璋御碑被推倒，断成两截。 
1983年，广州海运局将神庙保护范围的土地全部移交给广州市文化局，重修动工典礼在1986年年初举行。1989年，全木结构的大殿与洪武碑亭落成，此后礼亭、廊庑、后殿、碑匾等修复、重建工作也陆续完成。 
2006年，瑞典仿古商船哥德堡号重走海上丝绸之路，最后的终点站就是广州的南海神庙。

## 建筑
南海神庙坐北向南，占地3万平方米，是明代建筑风格。其主体建筑沿中轴线从南到北依次为头门、仪门、礼亭、大殿、昭灵宫共五进，一进高于一进，其他附属建筑均以五进为中心，左右对称，是典型的中国传统庙宇建筑。

### 头门

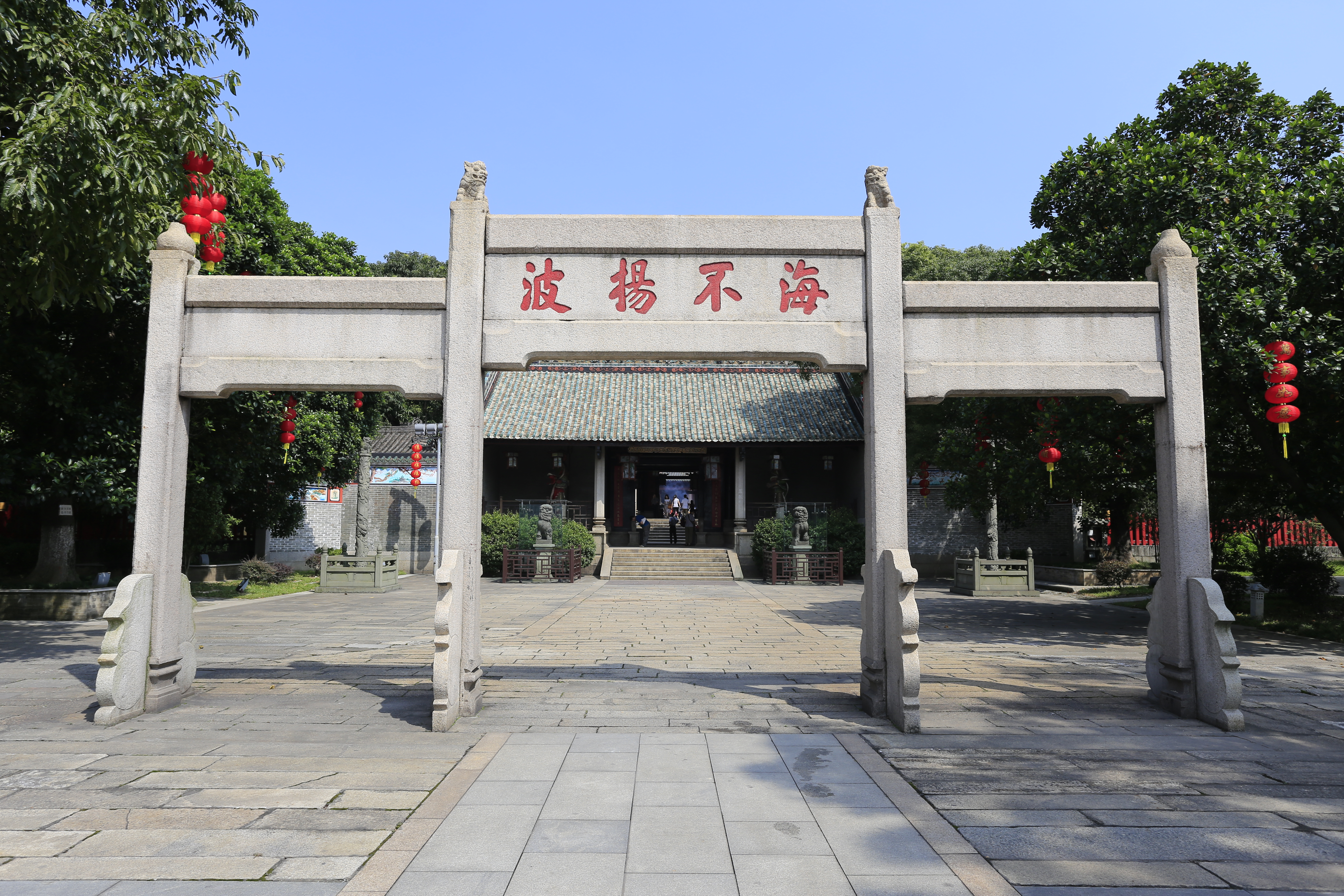
海不扬波牌坊

庙外有“海不扬波”的石牌坊。过了石牌坊，是建于清代头门的庭院，庭院东、西侧各有一对青石华表，一对石狮子。两边分立着千里眼和顺风耳，大门两边分画有秦琼与尉迟敬德的彩绘像。门上方有“南海神庙”的横匾，两侧附有一副对联。东侧有韩愈碑亭，有韩愈撰写的南海神广利王庙碑，尤为珍贵，它是循州刺史陈谏手书，著名石刻工李叔齐镌刻。碑高2.47米、宽1.13米，立于唐朝元和十五年（820年）十月初一。西侧有北宋的开宝碑亭。

### 仪门
第二进为仪门，门口有一对石鼓，鼓脚用石头雕刻了鸟雀、梅花鹿、蜜蜂和猴子四种动物，谐言是“爵禄封侯”。仪门上方是一刻有“圣德咸沾”的横匾，两侧附有对联。从仪门庭院到大殿的东西两侧，各有一条复廊，廊中陈列了自唐、宋、元、明、清各代碑刻共45块，著名的有明洪武碑，清康熙碑等。

### 古码头

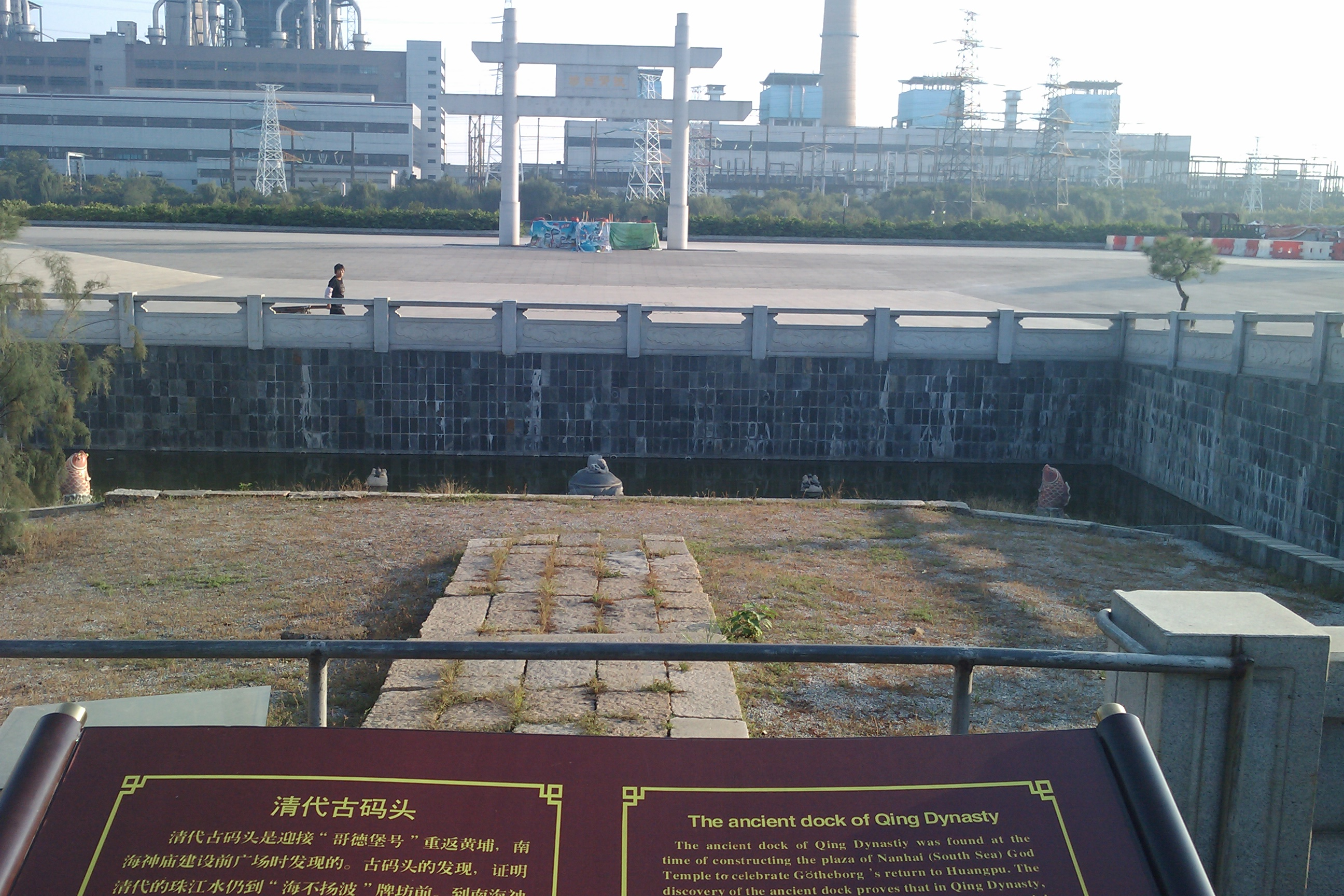
古码头

2006年为迎接哥德堡号，在“海不扬波”牌坊前修建广场，并新立“扶胥古埗”牌坊，建设期间发现古码头，证明以前的珠江水仍到达旧牌坊前，而现时海岸线已在新牌坊前，并且因黄埔发电厂的阻挡而形成一个港湾。

### 礼亭

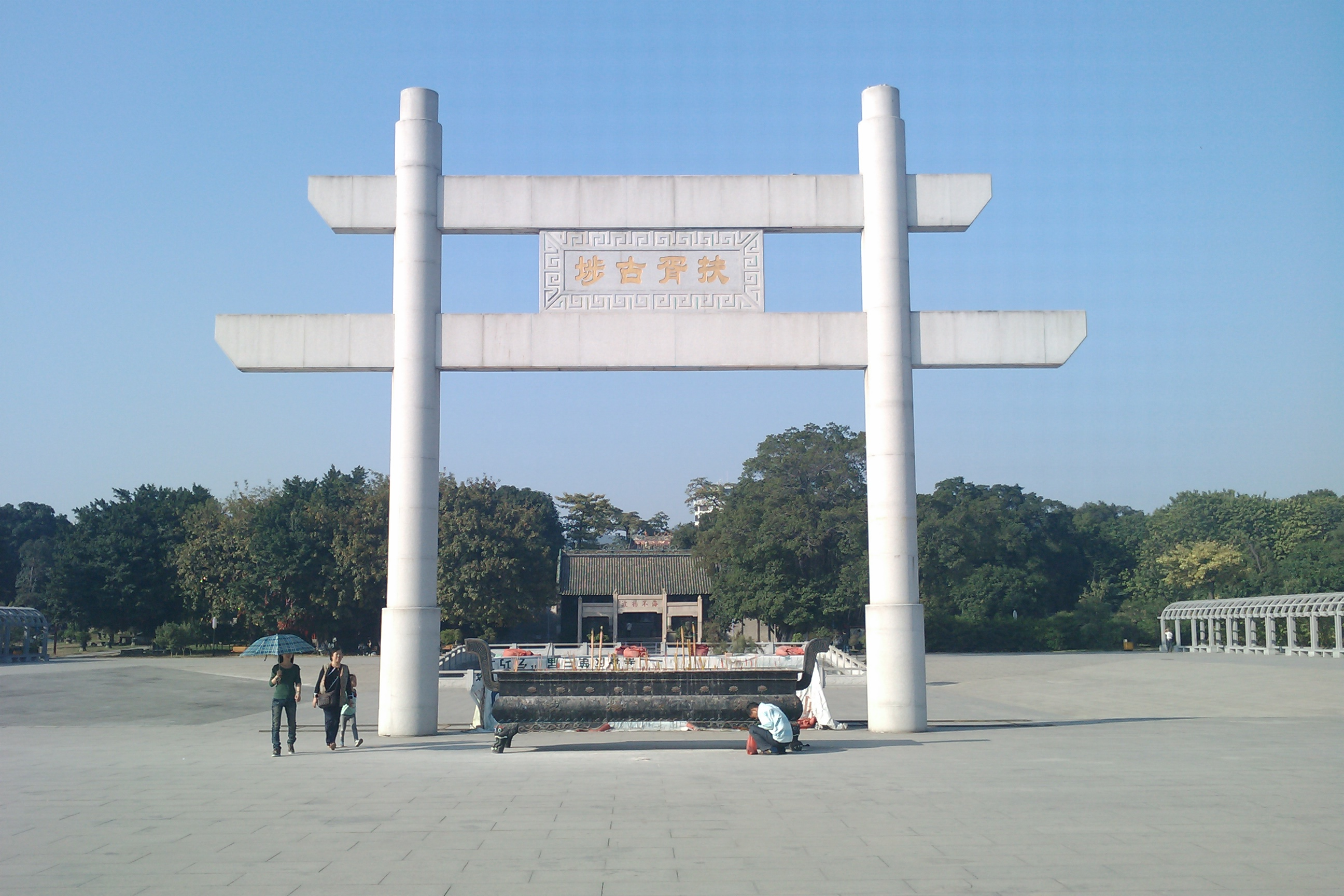
扶胥古埗牌坊

出仪门，就进入礼亭，是古代官员拜祭南海神的地方。礼亭是一座木结构建筑，单檐歇山顶，面阔与进深各3间。礼亭原建于明代，1990年仿明代风格重建。庭园西侧有康熙御碑亭，碑上“万里波澄”四字，为康熙四十二年（1703年）由康熙帝亲笔书写。东侧是明洪武御碑，该碑立于明朝洪武三年（1370年），由明太祖朱元璋授意，礼部侍郎王玮撰文。

### 大殿
礼亭的背后是南海神庙最重要的建筑物——大殿，它是仿明代木结构琉璃瓦歇山顶建筑。屋顶用绿色的琉璃瓦覆盖；中间有双凤飞翔、鳌鱼倒悬等纹饰的琉璃瓦脊；上部有两条躯体弯曲作腾飞疾走状的苍龙造型，正在争夺当中的宝珠。大殿原为明代建筑，在文化大革命期间被毁，1989年重建。大殿正中安放了3.8米高的南海神祝融。左右两旁有六侯塑像，分别是达奚司空的助利侯、杜公司空的助惠侯、巡海曹将军的济应侯、巡海提点使的顺应侯、王子一郎的辅灵侯、王子二郎的赞宁侯。祝融像的背后有一块照壁。大殿东侧有一个东汉大铜鼓和明代的铁钟。

### 昭灵宫
第五进名为昭灵宫，也称后殿，是南海神夫人的寝宫，相传她是妇女、儿童的保护神。是20世纪30年代陈济棠时期改建。

### 浴日亭

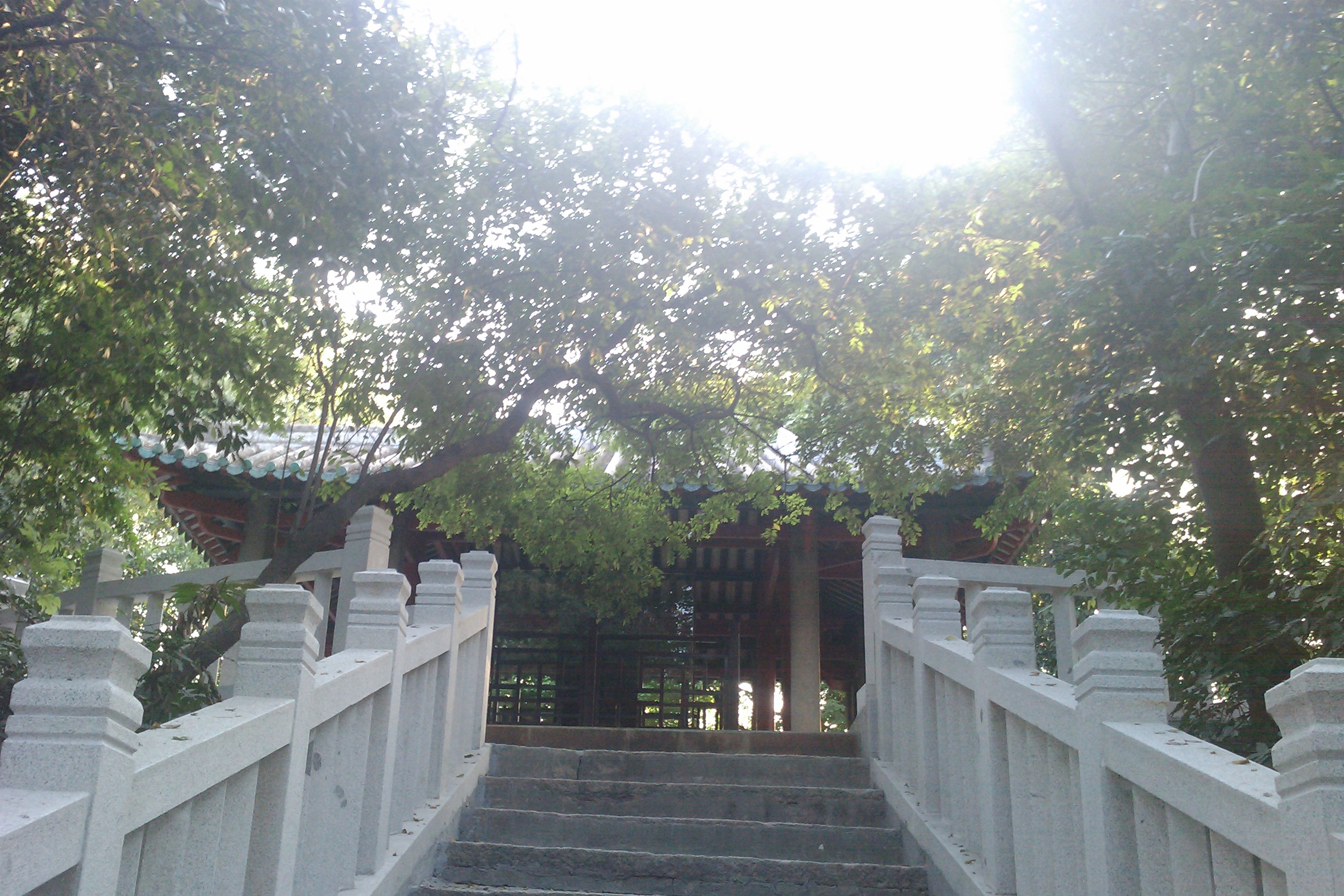
浴日亭

在南海神庙西侧，有一座小山丘，古时叫做章丘。山上有一座小亭，名为浴日亭，是观望海上日出之地。亭内有苏轼及陈献章诗碑各一块。该处以“扶胥浴日”列入宋、元、清三代的羊城八景之一。林则徐在虎门销烟前曾到该庙祭海，孙中山与同僚亦曾来此参观。
现存的浴日亭为1986年重修，是广东省重点文物保护单位（1985年8月立）。

## 习俗
每年农历二月十三为南海神诞又称波罗诞。届时，当地民众都到庙里进香礼拜，祈求平安，

## 交通
- 地鐵：█13号线南海神廟站
- 公交：
  - BRT南海神庙站：B1、B1快线、B26、B28、B29、B30、B31
  - 南海神庙夜班公交站：夜41、夜73

### 引用
1. ↑  . 羊城晚报. 2010-04-11  [2010-11-15].
2. ↑  . 信息时报. 2010-01-31  [2010-11-15]. （原始内容存档于2012-07-15）.